# Srí Lanka-i labdarúgó-szövetség
Srí Lankai labdarúgó-szövetség (FFSL) (angolul: Football Federation of Sri Lanka) Srí Lanka nemzeti labdarúgó-szövetsége. .

## Történelme
1939-ben alapították. A Nemzetközi Labdarúgó-szövetségnek (FIFA) 1952-től tagja. 
Az Ázsiai Labdarúgó-szövetség nek (AFC) 1969-től tagja. Fő feladata a nemzetközi kapcsolatokon kívül, a  Srí Lanka-i labdarúgó-válogatott férfi és női ágának, a korosztályos válogatottak illetve a nemzeti bajnokság szervezése, irányítása. A működést biztosító bizottságai közül a Játékvezető Bizottság (JB) felelős a játékvezetők utánpótlásáért, elméleti (teszt) és cooper (fizikai) képzéséért. Székhelye Colomboban található.

## Elnökök
- Hurley Silvera